# Xanadu (musical)
Xanadu és un musical amb llibret de Douglas Carter Beane i música i lletres de Jeff Lynne i John Farrar, basat en Xanadu, la pel·lícula de culte homònima de 1980, que, alhora, estava inspirada en la pel·lícula de Rita Hayworth Down to Earth, una seqüela de la pel·lícula de 1941 Here Comes Mr. Jordan, adaptada de l'obra Heaven Can Wait de Harry Segall. El títol és una referència al poema Kubla Khan, or A Vision in a Dream. A Fragment, de Samuel Taylor Coleridge. Xanadú era la província xinesa on Khan situa el seu jardí de les delícies del poema. Se'l considera un Jukebox musical.
La història del musical se centra en Clio, una musa grega, que descendeix de l'Olimp a Venice Beach, Califòrnia el 1980, en una recerca per inspirar a un artista mort de fam, Sonny, a aconseguir la major creació de la seva vida, una roller disco. Però quan Clio, amb l'aparença d'una patinadora australiana anomenada Kira, s'enamora del mortal Sonny, les seves geloses germanes s'aprofiten de la situació, i Clio s'arrisca a quedar condemnada a quedar-se a l'inframon.
El musical s'estrenà a Broadway el 2007, representant-se en 500 funcions. Guanyà el Premi Outer Critics Circle al Millor Musical i el Premi Drama Desk a Millor Llibret. També va ser nominat als Premis Tony com a Millor Musical i Millor Llibret. El 15 de desembre de 2009 s'inicià una gira pels Estats Units.

## Rerefons
La pel·lícula en la que Xanadu es basa no va ser l'èxit de públic que s'esperava i rebé crítiques molt dolentes, però la seva banda sonora va ser un èxit comercial. Tot i que la pel·lícula va ser nominada per sis Razzies, guanyant el de pitjor director, esdevingué una pel·lícula de culte. Els anuncis que la pel·lícula seria adaptada per Broadway van despertar escepticisme, fins i tot per Carter Beane, qui adaptà el guió.
D'acord per Beane, en reescriure el guió pel musical, va estar influenciat no només per la pel·lícula Xanadu, sinó que també per la pel·lícula de fantasia Lluita de titans, de 1981, afegint-se la subtrama "en la que les germanes-muses geloses de Kira la condemnen a enamorar-se amb un mortal, incorrent en la ira del seu pare, Zeus." Senyalà que el musical teatral se centra més en les trames de la mitologia grega, però que té "diverses referències paròdiques cap a la pel·lícula".
La banda sonora manté els èxits de la pel·lícula, i també inclou nous arranjaments fets per Eric Stern de "I'm Alive," "Magic," "Suddenly," i "Dancin'," a més de dos clàssics de l'Electric Light Orchestra, "Strange Magic" i "Evil Woman," a més de "Have You Never Been Mellow" de Farrar.

## Produccions

### Producció taller
El musical es va produir per primera vegada com a taller al Minetta Lane Theater al Greenwich Village (Nova York) al gener del 2207, amb Jane Krakowski, Tony Roberts i Cheyenne Jackson. Les lectures van tenir lloc entre el 21 d'abril i el 3 d'agost del 2006 al New World Stages de Manhattan.
Krakowski i Jackson havien d'interpretar els papers protagonistes de Clio/Kira i de Sonny Malone a Broadway, però ambdós finalment caigueren del repartiment. Krakowski es disculpà amb el rodatge previst del show 30 Rock a la NBC, mentre que Jackson cità compromisos de postproducció de la seva pel·lícula Hysteria.

### Producció de Broadway
Xanadu començà les prèvies a Broadway el 23 de maig de 2007 al Helen Hayes Theatre, estrenant-se el 10 de juliol. La producció estava dirigida per Christopher Ashley.
La producció incloïa una gran part patinada pels personatges de Kira i Sonny, i l'escenografia s'estenia sobre l'orquestra i una mica sobre el públic. Com succeeix en altres espectacles recents de Broadway, es feia servir un repartiment reduït i, com que només durava 90 minuts, es feia sense interrupció. James Carpinello va ser triat com a Sonny i l'interpretà durant les prèvies de maig i juny; però es lesionà mentre que patinava en un assaig el 12 de juny de 2007. Andre Ward i Curtis Holbrook s'alternaren en el paper de Sonny, fins que Cheyenne Jackson, substituí finalment a Carpinello el 21 de juny del 2007. El repartiment de l'estrena incloïa a Jackson com a Sonny Malone, Kerry Butler com a Kira, Tony Roberts com a Danny Maguire i Jackie Hoffman i a Mary Testa com a les muses dolentes. Olivia Newton-John i el compositor John Farrar assistiren la nit d'estrena, unint-se'ls en el moment del teló.
La producció tancà el 28 de setembre de 2008, després de 49 prèvies i 513 funcions.

### D'altres produccions
La gira de Xanadú començà a La Jolla Playhouse de San Diego (Califòrnia) l'11 de novembre de 2008, representant-se fins al 31 de desembre; i passant a Chicago durant el mes de gener, abans de començar una gira pels Estats Units. Durant un mes van fer una estada a Tòquio.
El 2008 s'estrenà una versió a Seül traduïda al coreà, representant-se entre el 9 de setembre i el 23 de novembre del 2008.

## Sinopsi
1980. L'artista Sonny Malone està descontent amb el seu mural sobre les Muses gregues (les filles de Zeus) i decideix matar-se. Al Mont Olimp, Clio, la més jove i més esbojarrada, convenç les seves 8 germanes per viatjar a Venice Beach (sorgint des del mural) per inspirar a Sonny ("I'm Alive"). Les normes de Zeus exigeixen que les Muses sempre han d'anar disfressades de mortals. Clio té la idea de portar patins, esclafadors i parlar amb accent australià, i la resta de muses es mostren d'acord. A més, Clio es canvia el nom per un més modern: "Kira". Ràpidament inspirat ("Magic"), decideix que pot combinar totes les arts i "quelcom atlètic", fent una roller disco.
Dues de les germanes de Clio, Melpomene i Cal·líope estan geloses que Clio (la més jove) sigui la líder de les Muses i que Zeus li hagi promès el "Xanadú" a Clio, encara que ningú sap exactament què comporta ("Evil Woman"). Per tant, conxorxen per desacreditar a Clio i causar la seva expulsió per trencar una de les normes de Zeus: una Musa no pot enamorar-se d'un mortal, de manera que provocaran que "Kira" i Sonny s'enamorin.
Mentrestant, Sonny troba una bona situació per la roller disco, un teatre abandonat des de fa molt de temps al districte de Fairfax de Los Angeles, anomenat "Xanadu". "Kira" l'inspira per trobar el propietari a una guia de telèfons ("Suddenly"), i arreglen una trobada amb el magnat dels immobles Danny Maguire, que havia estat clarinetista a una big band abans de començar amb els béns arrels.
Sonny visita a Danny a la seva oficina de Los Angeles i intenta convèncer-lo perquè doni el teatre per la roller disco, perquè voldria portar les arts al districte de Fairfax i augmentar el preus. Però Danny se'n riu, encara que una vegada ell també va tenir plans per obrir el teatre. Mentre que Sonny marxa, "Kira" arriba, despertant en Danny el record d'un vell amor i antiga parella de ball, que s'assemblava molt a "Kira", anomenada Kitty ("Whenever You're Away from Me"). Kitty diu a Danny que encara que hagués deixat de perseguir el seu somni d'obrir el teatre 35 anys enrere, té una oportunitat de redimir-se obrir la roller disco amb Sonny. Danny troba a Sonny i li diu que si pot agafar la discoteca i posar-la en funcionament en un dial li donarà el 25% ("Dancin'"). Excitat, Sonny accepta.
Sonny es troba amb "Kira" i li dona les bones notícies; però ella no queda gens impressionada amb el tracta. És llavors quan les germanes dolentes preparen la seva maledicció, i l'alat Eros, conjuntament amb la "Mama Cupid", dispara a "Kira" i Sonny amb les fletxes de l'amor ("Strange Magic"). "Kira" aviat se sent culpable pels seus sentiments amorosos i per haver creat el seu art (un quadre dibuixat a mà) amb Sonny, dues violacions de les restriccions de Zeus per les muses.
Amb l'ajut d'algunes de les muses, "Kira" i Sonny arreglen el vell teatre ("All Over the World") i Danny accepta seguir amb la inauguració. Clio s'adona que s'està enamorant de Sonny i li diu que l'ha de deixar ("Don't Walk Away"). Però les germanes dolentes encara no han acabat: ara ofereixen a Danny un munt de diners si enderroca el teatre i hi construeix blocs d'apartaments. Danny no pot resistir-se i diu a Sonny que no hi ha tracte.
"Kira" torna per dir a Sonny que l'estima, però les germanes dolentes diuen que ha trencat les lleis de Zeus, i que ha de dir la veritat a Sonny. Així, "Kira" ho explica tot a Sonny, incloent que el seu nom és Clio, però ell no la creu i se sent malament, a més de dir-li que està boja. També dubta que l'estimi realment, i ella se sent enfadada i ferida ("Fool"). Les germanes dolentes han guanyat ("The Fall"), i Kira marxa cap a l'Olimp per rebre el càstig de Zeus ("Suspended in Time").
Mentrestant, Sonny i Danny discuteixen sobre "Kira" i després de veure-la al cel, tot té sentit. Danny diu a Sonny que no deixi marxar la seva musa per un orgull ximple com ell va fer als 40. Sonny, adonant-se que realment estima a "Kira", decideix trobar-la; encara que hagi de pujar fins al Olimp.
De retorn a l'Olimp, les mullers de Zeus li demanen que s'apiadi de Clio ("Have You Never Been Mellow"). Una d'elles, Tetis, recorda la història d'Aquil·les i del seu turmell vulnerable. Tots els semi-deus es mostren molt afectats. Això dona a Clio una epifania: ella també és invulnerable, llevat dels turmells, però quan les germanes dolentes li han disparat les fletxes de l'amor, ella portava els "calentadors poderosos" i per tant, hauria d'haver estat completament invulnerable. Això significa que realment estimava a Sonny! Kira declara el seu amor per Sonny i s'arrenca els calentadors i intenta marxar amb Pegasus i Sonny, abans no Zeus els lligui amb cadenes de coure.
Sonny descaradament afirma que lluitarà fins i tot amb Zeus per la dona que estima. Zeus, impressionat per la seva bravura, decideix perdonar a Clio. Les dues germanes dolentes queden descontentes, els amants estan junts, i Zeus revela el que és Xanadú: "l'amor veritable i la capacitat de crear i compartir l'art". Clio i Sonny tornen a Los Angeles i al Xanadú ("Xanadu").

## Números musicals
- "I'm Alive" – Clio/Kira i les Muses
- "Magic" – Kira
- "Evil Woman"– Melpomene, Calliope i les Sirenes
- "Suddenly" – Kira i Sonny
- "Whenever You're Away From Me" – Danny i Kira
- "Dancin'" – Danny, Sonny i les Muses
- "Strange Magic" – Melpomene, Calliope i Kira
- "All Over the World" – Sonny, Danny i les Muses
- "Don't Walk Away" – Sonny, Danny i les Muses
- "Fool" – Kira i les Muses
- "The Fall" – Sonny i les Muses
- "Suspended in Time" – Kira i Sonny
- "Have You Never Been Mellow" – Kira i els déus grecs
- "I'm Free" Kira, Sonny, i Pegasus [noia jove]
- "Xanadu" – Kira, Sonny, Danny i les Muses

## Repartiments
Els següents són els repartiments de les principals produccions:
| Personatge                                                      | Broadway 2007                      | Gira pels Estats Units 2008     |
| --------------------------------------------------------------- | ---------------------------------- | ------------------------------- |
| Clio / Kira                                                     | Kerry Butler                       | Elizabeth Stanley               |
| Sonny Malone                                                    | Cheyenne Jackson                   | Max von Essen                   |
| Danny Maguire, Zeus                                             | Tony Roberts                       | Larry Marshall                  |
| Cal·líope, Afrodita                                             | Jackie Hoffman                     | Annie Golden                    |
| Melpòmene, Medusa                                               | Mary Testa                         | Natasha Yvette Williams         |
| Talia, Sirena, Cantant dels 80s, Ciclop                         | Curtis Holbrook (també Jove Danny) | Jason Michael Snow (també Eros) |
| Euterpe, Sirena, Cantant dels 40s, Tetis                        | Anika Larsen                       | Veronica J Kuehn                |
| Èrato, Sirena, Cantant dels 40s, Hera                           | Kenita R. Miller (també Eros)      | Chauntee Schuler                |
| Terpsícore, Suthiba, Sirena, Cantant dels 80s, Hermes, Centaure | Andre Ward                         | Jesse Nager (també Jove Danny)  |

## Premis i nominacions

### Producció original de Broadway
| Any  | Premi                       | Categoria                                      | nominat              | Resultat  |
| ---- | --------------------------- | ---------------------------------------------- | -------------------- | --------- |
| 2008 | Premi Tony                  | Millor Musical                                 | Millor Musical       | Nominat   |
| 2008 | Premi Tony                  | Millor Llibret de Musical                      | Douglas Carter Beane | Nominat   |
| 2008 | Premi Tony                  | Millor Actriu Protagonista de Musical          | Kerry Butler         | Nominat   |
| 2008 | Premi Tony                  | Millor Coreografia                             | Dan Knechtges        | Nominat   |
| 2008 | Premi Drama Desk            | Musical Més Destacat                           | Musical Més Destacat | Nominat   |
| 2008 | Premi Drama Desk            | Llibret de Musical Més Destacat                | Douglas Carter Beane | Guanyador |
| 2008 | Premi Drama Desk            | Actor Protagonitsta de Musical Més Destacat    | Cheyenne Jackson     | Nominat   |
| 2008 | Premi Drama Desk            | Actriu de Repartiment de Musical Més Destacada | Mary Testa           | Nominat   |
| 2008 | Premi Drama Desk            | Director de Musical Més Destacat               | Christopher Ashley   | Nominat   |
| 2008 | Premi Drama Desk            | Coreografia Més Destacada                      | Dan Knechtges        | Nominat   |
| 2008 | Premi Outers Critics Circle | Musical Més Destacat                           | Musical Més Destacat | Guanyador |